# هربرت جاي مولر
هربرت جاي مولر (بالإنجليزية: Herbert J. Muller)‏ هو مؤرخ أمريكي، ولد في 1905 في مامارونيك في الولايات المتحدة، وتوفي في 1980.